# Quitu
Los quitu eran los ocupantes originarios de la zona de Pichincha, en Ecuador. Formaban parte de la cultura panzaleo y su nombre fue usado frecuentemente para referirse a en conjunto a todos los señoríos que se ubicaban entre las provincias de Tungurahua, Cotopaxi y Pichincha, excluyendo a la cultura caranqui. Se cree que se emplazaron originalmente en el año de 500 d. C., en los valles, ríos y llanuras de la sierra centro norte, al sur del río Guayllabamba y al norte del volcán Chimborazo, formando una importante red comercial que era articulada por mindalaes, es decir comerciantes que unían tanto las culturas de la amazonía como los yumbos (antes de la migración al litoral) con los de la costa como los cayapas. También articulaban el comercio con las culturas del sur, como los puruhás y cañari con los del norte, los caranquis y pastos.

## Geografía y asentamientos

### Hoya del Guayllabamba
Se cree que los Quitus eran un señorío importante dentro de la cultura panzaleo. El uso de este nombre para referirse a los panzaleos empezó a realizarse de manera temprana, desde las crónicas o historias coloniales. Sin embargo, se debe entender que Quitu hace referencia a todos los pueblos que hablaban panzaleo y se encontraban en los andes septentrionales, al sur de los caranquis y al norte de los puruhás. Es una cultura relacionada con los chibchas, como sus vecinos del norte y del sur. Uno de los datos más importantes de su geografía es el hecho de que estaban más aislados, porque en la provincia de Pichincha no hay ningún río de comunicación directa con el mar: el Mira y el Guayllabamba en el norte, y el Chimbo en el sur. Se cree que el Guayllabamba podría haber sido el límite con los caranquis en el norte.
Los primitivos Quitus, chibchas como los Imbaburas y Esmeraldeños, debieron venir por el mismo camino que sus vecinos del norte, y no sería imposible hayan formado una sola provincia con ellos, hasta cuando vinieron las nuevas· inmigraciones que cambiaron la faz cultural de los Imbabureños y dejaron rezagados a los Quiteños. El señorío panzaleo que se ubicó en la laguna de Añaquito y Turubamba sería pues llamado Quito. 

### Primeros pobladores
Se cree la cultura Protopanzaleo I está relacionada con las culturas mesoamericanas, según los hallazgos arqueológicos encontrados en el valle de Riobamba, en el cerrito Macají. En concreto, junto al Chibunga, según las excavaciones de Jijón y Caamaño. De la evidencia que se tiene de esta cultura se puede resaltar pucos, compoteras, ollas globulares, y vasijas de abertura con un casquete en forma de esfera. Además construían vasijas de pie, así como cántaros de importante tamaño. Esta cultura es considerada como una face arcaica de los chibchas en este territorio y presentan influencia de la cultura maya septentrional. Los hallazgos de este tipo de cerámica se encuentran también en el litoral, en la cuenca del río Daule por lo que existen dos hipótesis, una de que debieron llegar allá a través de comercio, o que los protopanzaleos llegarían por mar y después migrarían a los andes. Se cree que fueron contemporáneos a la cultura Tuncahuán.

Además existe la fase Protopanzaleo II que fue identificada a través de unas excavasiones realizadas en 1919 por Jijón y Caamaño en el río Ambato. En concreto se encontaron restos similares a los que se había encontrado en el cerrito Macají así como algunas sepulturas que contenían igualmente ollas globulares, pucos, trípodes, compoteras, platos cuadrangulares. En base al análisis de la decoración y forma de la alfarería encontrada se pudo determinar diferencias que fueron la base para distinguir entre protopanzaleo I y II. La mayor elaboración muestra desarrollo temporal así como influencia geográfica de otras potenciales culturas. La cerámica y los artefactos muestra pintura, mayor decoración y trabajado en el enlucido. Por lo que sus técnicas para trabajar el barro son claramente superiores y muestran un mayor desarrollo.

## Estructura política

### Señoríos y llajtas
A través del análisis de los cráneos y artefactos se pudo determinar las diferencias de los panzaleos septentrionales que limitaban en el río Guayllabamba, con los Caras. La ausencia de tolas como los caranquis, así como los cráneos analizados con características doliocéfalas son distintas a la de los caranquis por lo que se determina su diferencia. Además, no existe evidencia de que hayan formado parte de un mismo reino, a pesar del comercio en común y la religión que compartía deidades como la adoración a catequil o la creencia de que el agua es sagrada. Sobre sus límites se encontraban importantes manatiales que formaban parte del rito de catequil pues estaban emplazados entre dos lagunas la de Añaquito y Turubamba en las faldas del volcán Pichincha que desembocaba en el río Machángara. Estas lagunas eran consideradas sagradas. Además, al norte se encontraba cerca al río monjas el cerro catequilla que fue uno de los siete lugares con este nombre donde se rendía culto a esta deidad. Dos de ellos se encuentran emplazados en la línea ecuatorial. Se encontró además diferencias en el vestido con los caras, especialmente en una necrópolis situada al norte, en lo que hoy es el barrio La Florida de la ciudad de Quito.

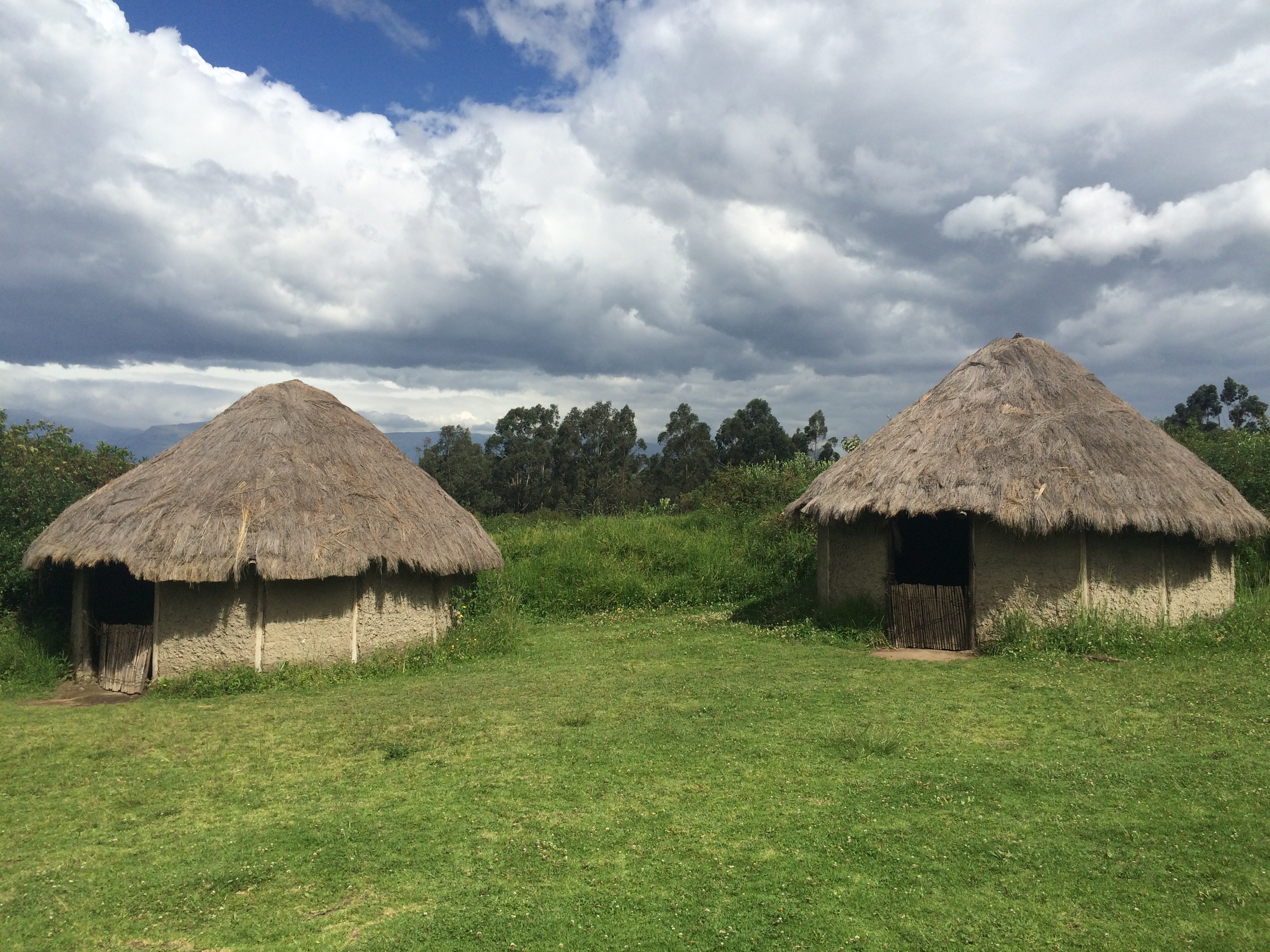
Representación de una casa en el museo de Rumipamba, Quito

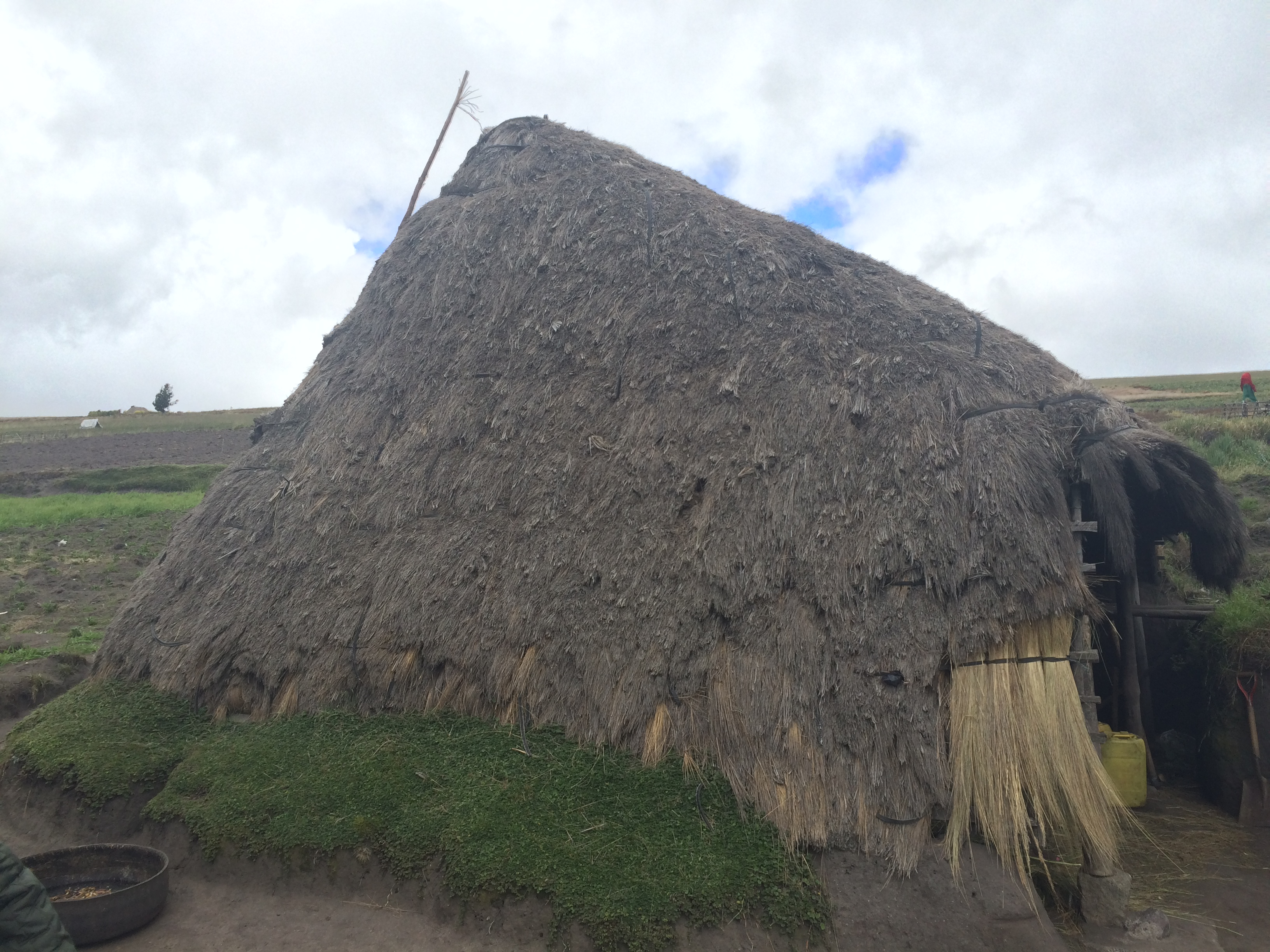
Casa tradicional de cangahua en Latacunga

Las teorías sostienen que en la hoya de Quito se localizaban once señoríos independientes, formando un anillo en torno al centro de intercambio. Aunque no hay evidencias definitivas, podría ser que estos señoríos hayan estado confederados en cuatro grupos, siendo los del sur los más complejos y poblados. Se trata de asentamientos importantes rodeados por otros de menor jerarquía. Hacia la zona de Tumbaco, se ubican los señoríos del El Inga, Puembo y Pingolquí; hacia los Chillos: Ananchillo (Amaguaña), Urinchillo (Sangolquí) y Uyumbicho; hacia el norte: Zámbiza (probablemente asentado donde hoy está el pueblo de Zámbiza), Cotocollao, Nayón y Collahuazo (cerca de Guayllabamba); y hacia Machachi: Panzaleo. La relación entre señoríos de la región de Quito no era jerárquica, sino el producto de alianzas horizontales en los cuales el intercambio era fundamental. Además, Los Quitus, al igual que sus vecinos los Cañaris, intentaron detener la invasión inca del sur, pero no lo lograron. A finales del siglo XV fueron vencidos por el Imperio Inca. Túpac Yupanqui, usando el matrimonio por exogamia, finalizaría el proceso de anexión política de los Quitus, el territorio pasaría a llamarse Quitu o Quito debido a los originarios del sector, manteniendo este nombre durante la conquista de los incas y de los españoles.
Había importantes diferencias culturales, ecológicas, demográficas, políticas y lingüísticas entre los señoríos. Por ejemplo, los que se ubicaron en el área de Los Chillos disponían de terrenos amplios y planos, y una alta pluviosidad, que la convertía en una zona excelente para el cultivo de maíz, que era el producto principal. Además en el norte, la región de Tumbaco es más seca y el terreno, irregular y abrupto, lo que la hace menos propicia para el cultivo. Esta diferencia influye en una mayor densidad demográfica en el área sur, correspondiente al valle de los Chillos. Allí las llajtas tenían entre 500 y 1200 personas, mientras que en Tumbaco tenían alrededor de 350. Políticamente estas diferencias se traducían en una mayor complejidad de los señoríos del sur. Los Quitus podrían estar étnicamente relacionados con la cultura de Cotocollao, cultura que se desarrolló entre el 1500 a. C.-300 a. C. Se conoce que la lengua hablada por los Quitus antes de la invasión incaica era el idioma panzaleo (reconocible en numerosos topónimos en -(h)aló Pilaló, Mulahaló; -leo Tisaleo, Pelileo y -ragua / -lagua Cutuglagua, Tunguragua).

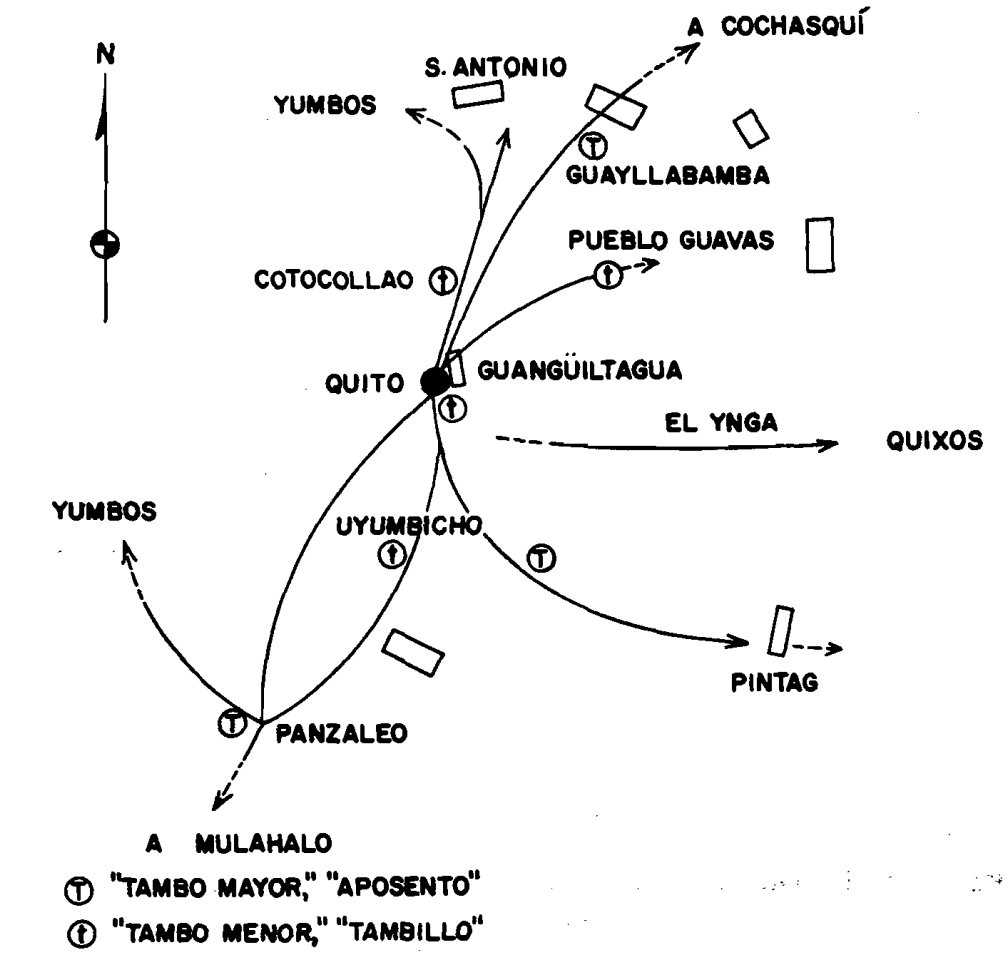
Tambos alrededor del señorío Quitu

Al ser Quito un señorío de habla panzaleo, es importante detallar su relación con el resto. En concreto el asentamiento panzaleo al sur de Quito se podía localizar un poco al norte dentro del triángulo formado por Machachi, Aloasí y Alóag. La comunicación entre el señorío en Quito y el señorío en Panzaleo estaba dada por dos vías: una típica ruta alta, a través de la montaña interandina y el páramo de la cordillera Occidental, bajando sólo en los tambos y "depósitos", mientras la otra seguía una ruta baja a lo largo del Valle de los Chillas. Los asentamientos que se dividen en tambos mayores y tambos menores, así como fortificaciones, se podrían resumir de la siguiente forma:
- Mulahalo: portal meridional del distrito sur de Quito
- Panzaleo: tambos comunicados con Quito a través de dos vías
- Uyumbicho: tambos y un lugar sagrado que tenía "cinco sepulturas o guacas o enterramientos o adoratorios"
- Cansacoto: un centro Yumbo sureño
- Pintag: tambo relacionado con el Pucará de Pinta
- El Inga: primer trecho de la ruta Quito-Quijos, vía Papallacta
- Quito: asentamiento entre las lagunas de Añaquito y Turubamba
- Pueblo de los Guavas: probablemente en Cumbaya
- Cotocollao: al norte de Quito, cerca del límite con el Río Guayllabamba[11]
- Sigchos: poblado cerca del importante volcán Quilotoa[3]
- Tigualó: ubicado en la quebrada homónima cerca del río Cutuchi[3]
- Tacungas: o también conocidos como panzaleos, se ubicaban en el río Cutuchi[3]
- Píllaro: ubicados al sur de los Tacungas, igualmente en el río Cutuchi[3]
- Hambatu: señorío importante ubicado en el río homónimo
- Mocha: emplazados entre Quero y el Volcán Chimborazo, en el límite con los Puruhá

### Yacimientos en Quito

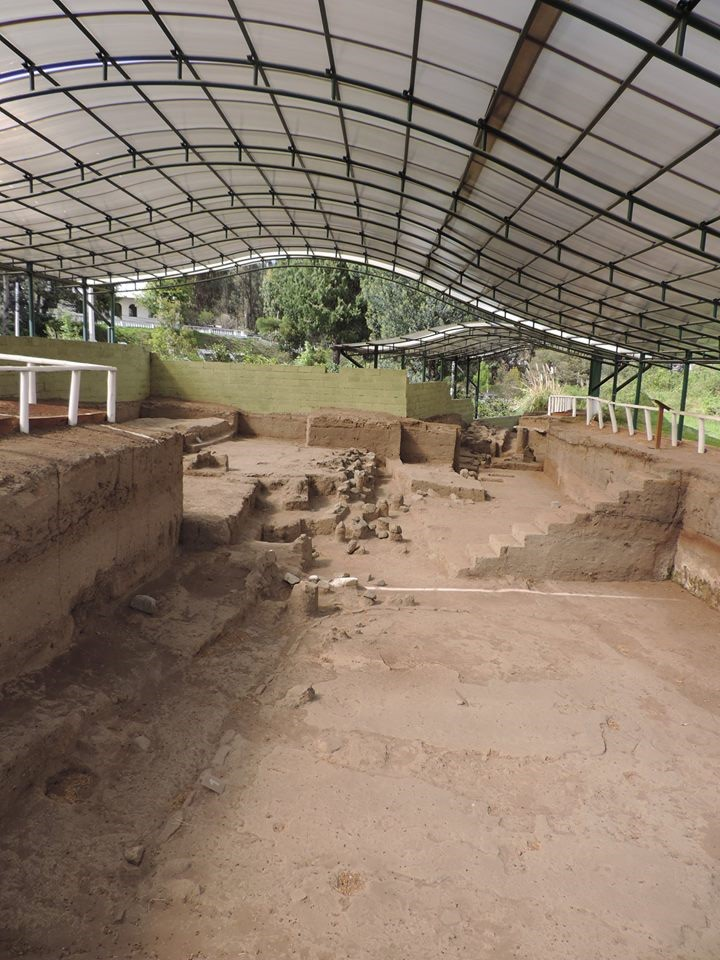
Parque Arqueológico de Rumipamba

Donde hoy es la ciudad de Quito funcionaba un centro de articulación en el que convergían los mindalaes, que cotidianamente venían desde tierras de los yumbos del norte (Nanegal), de los yumbos del sur (Alluriquín), de los Panzaleos (de Tumbaco), de los Quijos y de los Otavalos. Allí, el señor Urin Chillo (cargo político) poseía el principal grupo de mindalaes. Como se dijo anteriormente, la trascendencia de Quito no radicaba en su importancia como señorío, pueblo o unidad política, sino en su privilegiada situación geográfica, en el núcleo de una extensa red vial y en que constituía un centro de relaciones. Un sitio importante de la cultura quitu es Rumipamba. Ahí se encontraron aldeas cuyas casas eran de barro y rodeadas de muros de piedra. Otro vestigio arqueológico importante es la necrópolis de la Florida. Este complejo consta de una serie de enterramientos pertenecientes al formativo tardío.
Hay restos de obras de ingeniería de importancia considerable, como terrazas agrícolas de las laderas del Pichincha, y sistemas de camellones en los lechos desecados de las lagunas de Turubamba e Iñaquito. Su presencia delata la intensificación de la agricultura para sostener el crecimiento poblacional, y una organización política jerárquica y dependiente de un curaca mayor.

## Sociedad y desarrollo

### Metalurgia
Sobre el uso de la metalurgia no se ha encontrado indicios de un trabajo tan desarrollado de los Protopanzaleo I como el de otras culturas del litoral como Milagro Quevedo, o los antiguos Tumaco La Tolita. En las excavaciones hechas en el cerro de Macají se encontraron profanaciones hechas por huaqueros que probablemente optaron por tomar los objetos de metales preciosos. Sin embargo de lo que se conoce de esta cultura, es poco probable el que hayan usado cobre. Su trabajo para dorarlo tampoco se cree que era conocido. A partir de la cultura proto-panzaleo II empiezan a surgir los primeros indicios de metalurgia según los yacimientos encontrados en llano de San Pedro, Hospital, Urcuquí, todas se encuentran en Imbabura.

### Cerámica

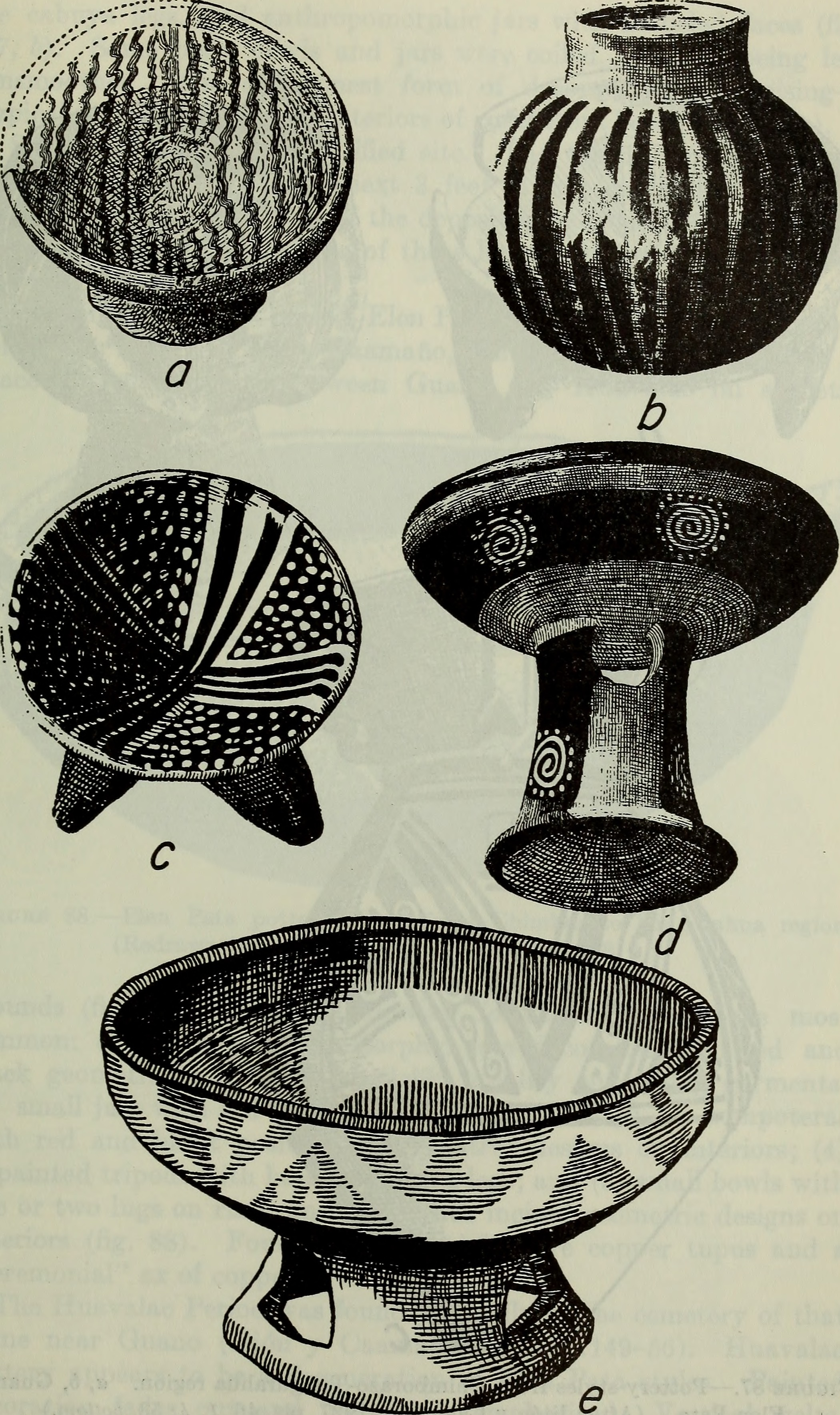
Las vasijas se caracterizan por ser finas, tener un relieve llano, y pintura negativa.

En sus entierros usaban la cerámica, lo que pudo ser constatado en los yacimientos. A la persona que murió le acompañaban cuatro jarrones, en general con pocos adornos y llanos. La pintura que las cubría era más bien negativa. Estos entierros han sido encontrados no solo en la ciudad de Quito sino también en Latacunga y Ambato. Se especula que puedan formar parte del periodo Panzaleo I. Se ha encontrado yacimientos además en la provincia de Carchi, aunque sus límites estaban delimitados en la provincia de Pichincha. Esto se debe sobre todo al comercio, actividad que continuó por siglos después de la conquista, quedando de ejemplo los indígenas panzaleos de Pujilí que perpetuaban esta actividad económica. Las cerámicas también sirvieron para establecer jerarquía y mostrar riqueza, eran acumuladas por los caciques, según se pudo comprobar con los yacimientos en Tusa, de un cacique muy rico que utilizaba vasijas de indígenas de Sigchos.

El análisis de la cerámica quitu es importante ya que es lo que ha permitido a los arqueólogos determinar los contactos y extensión de las relaciones comerciales de los quitus alrededor de los distintos valles de los andes septentrionales. Un asiento importante con yacimientos arqueológicos quitu que fueron examinados para determinar sus características fundamentales fue encontrado en el Quinche.Esta cerámica ha sido clave para medir el grado de influencia que tuvo la conquista Inca sobre los Quitus, así como también delimitar el territorio de este señorío frente al de la diarquía caranqui. 

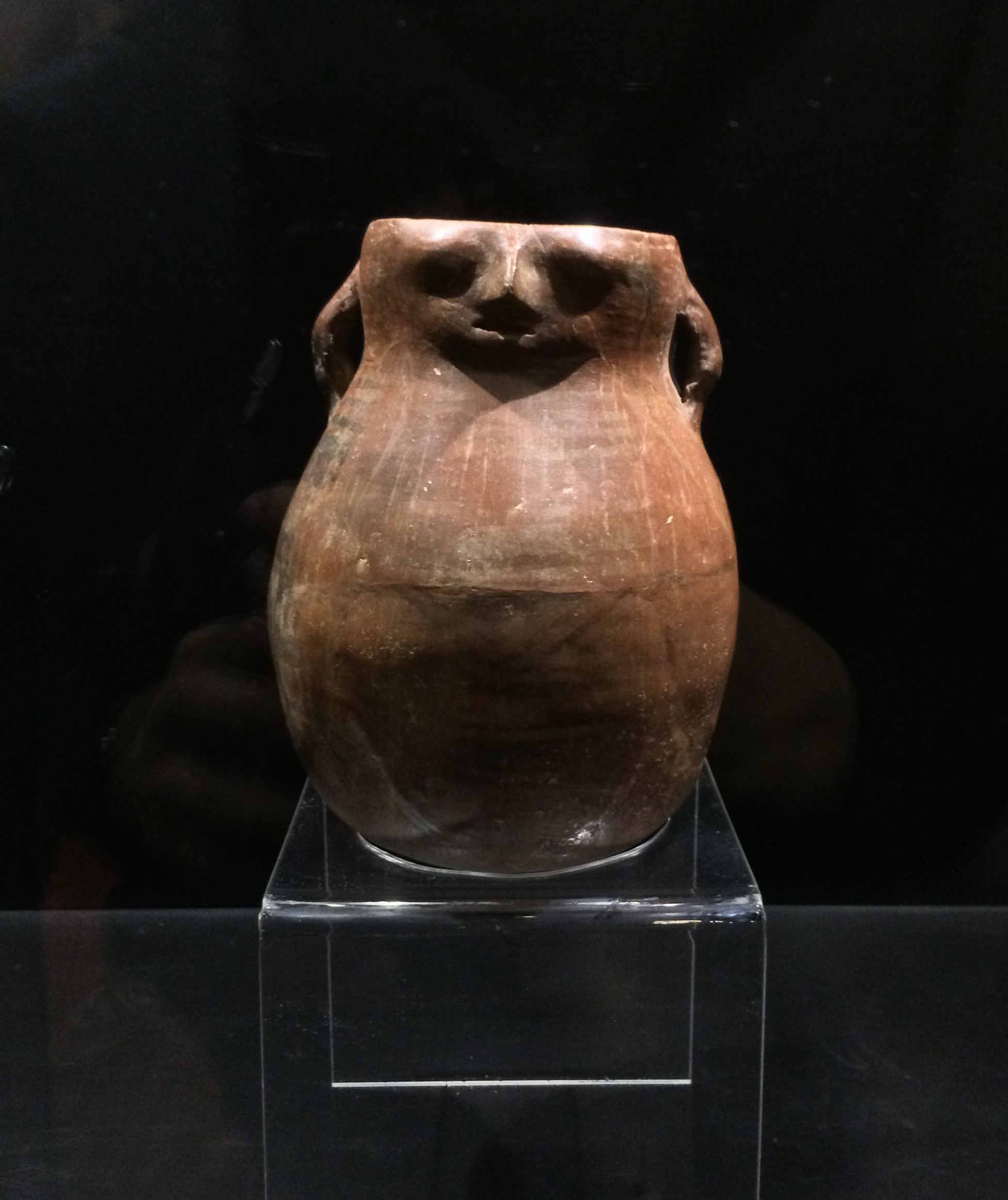
Cántaro panzaleo con relieve antropomorfo
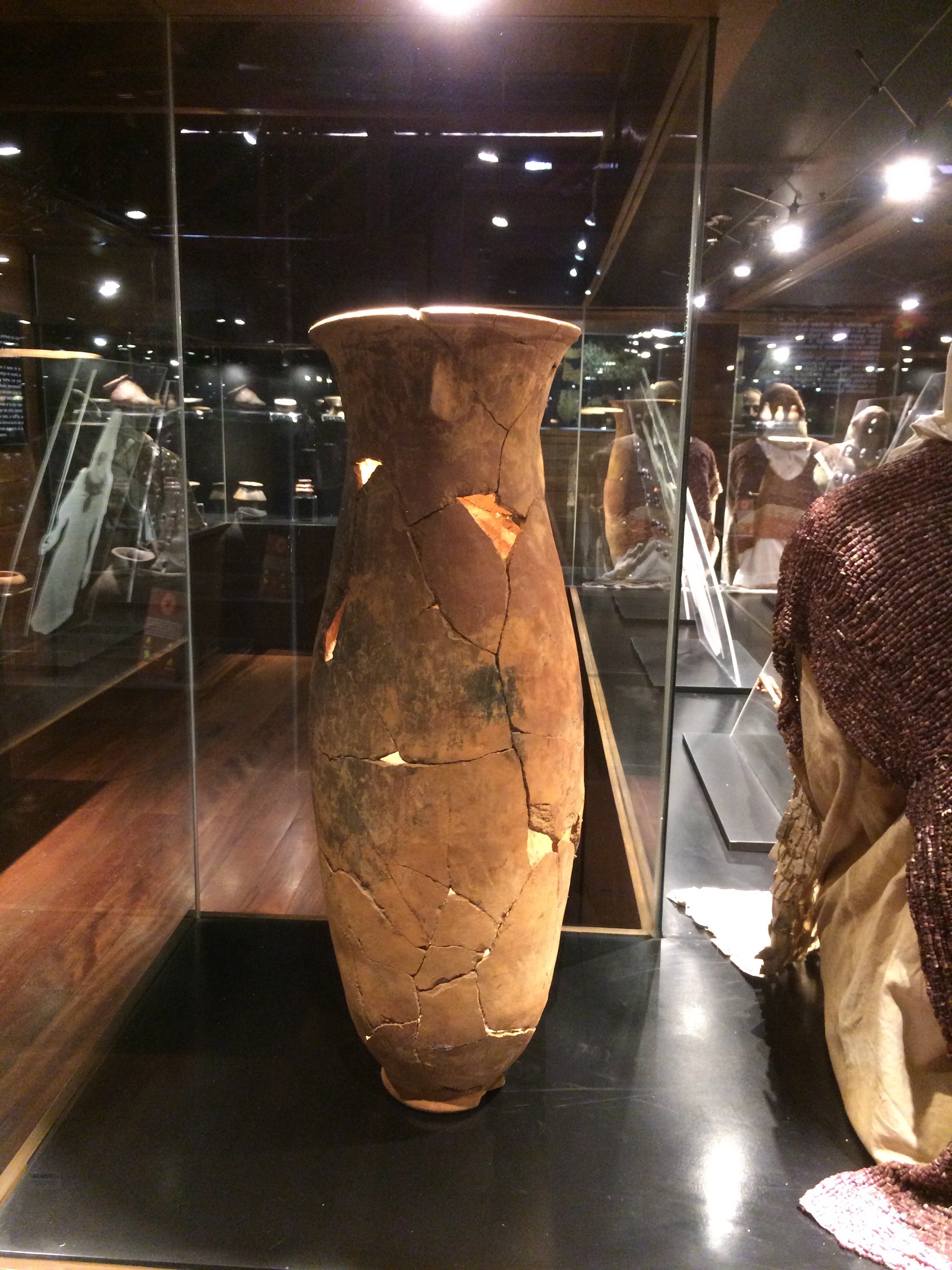
Tinaja Quitu
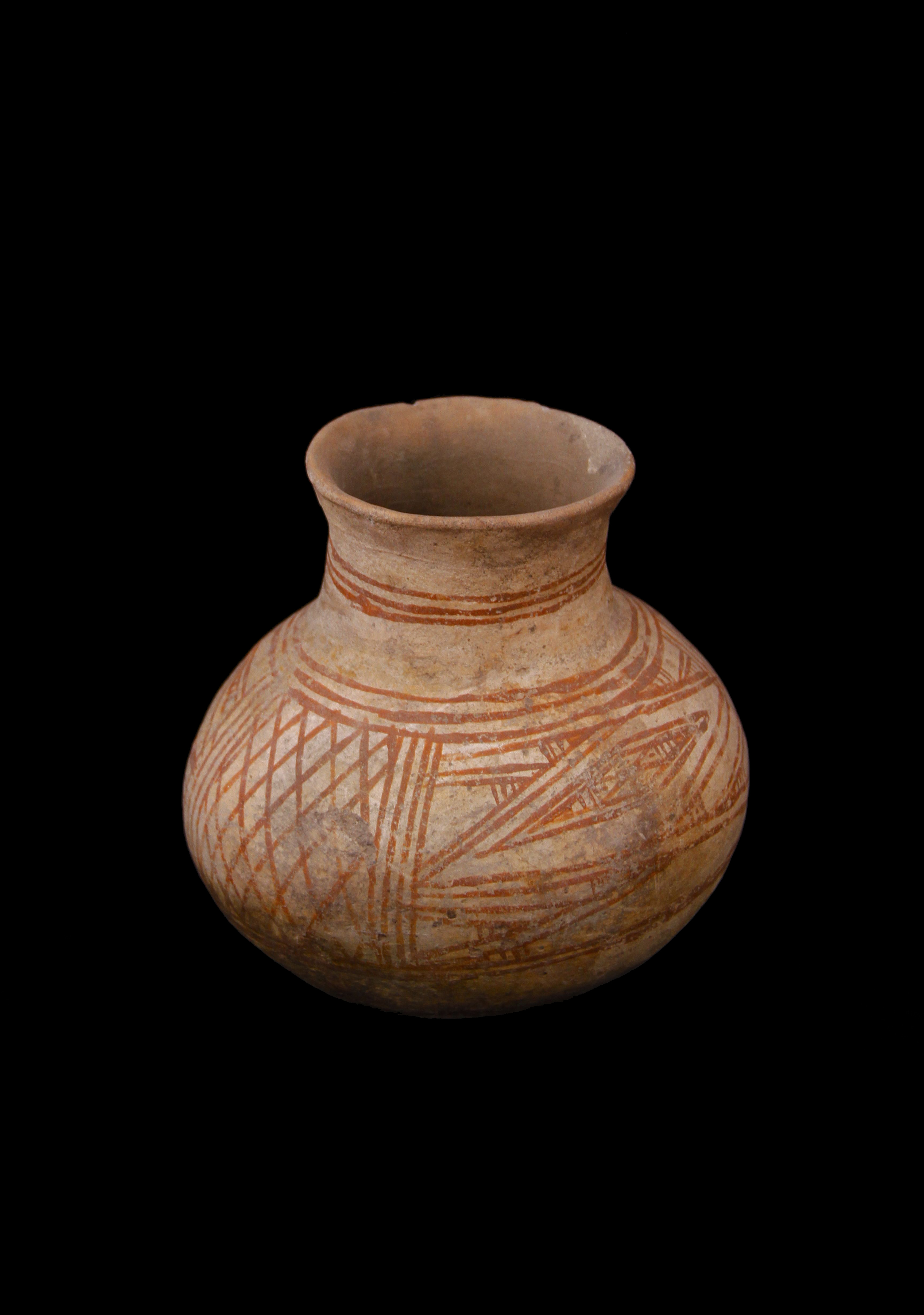
Vasija panzaleo estilo "b", pintado con formas geométricas

### Comercio

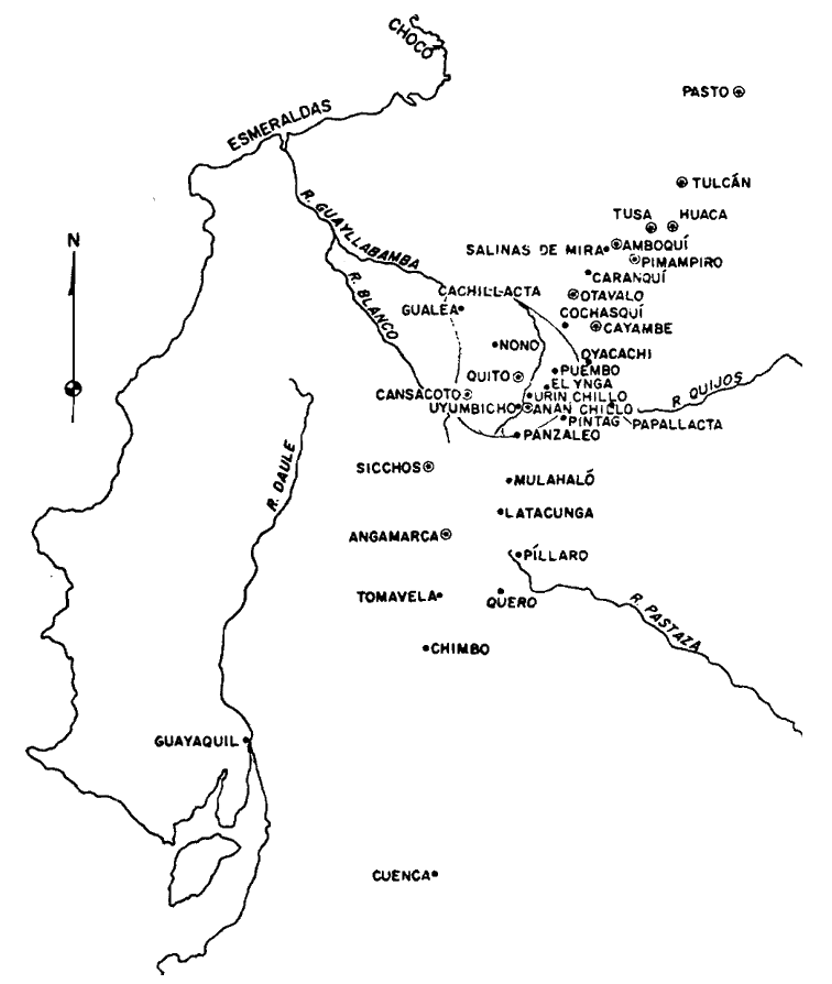
Lugares conectados a través de Mindalaes, que conectaban comercialmente a los Quitus, Caranquis y Pastos.

Los mindalaes o comerciantes fueron una pieza clave en el desarrollo de este señorío, puesto que formaban de puente atravesando horizontalmente la cordillera, conectando de esta manera a la costa con la cultura Yumbo y Milagro Quevedo, con la sierra, en este caso los Quitus y Caranquis. Son definidos como un grupo de élite que se especializaban en el comercio y servían para articular las distintas oyas donde se ubicaban en las llajtas, los distintos ayllus y tambos. Se contabilizaron en total en la época de los señoríos étnicos en total 26 unidades. Su estatus es importante ya que no eran "ni comunes, ni nobles, ni serviciales, ni extranjeros". Antes que definirse por su pertenencia a un señorío en un valle tenían su valor por la relación entre ellos. Se caracterizaban por no tener ningún principal y tenían una organización más bien horizontal y entre los pares se reconocía un primus, es decir un mindalae que estaba a cargo del resto. Este estatus especial se mantuvo a través de la colonia, lo que da muestra de su importancia al momento de conectar la fracturada geografía con la infraestructura arcaica. Por esta razón no estaban sujetos a los tributos normales en la colonia que se pagaban ya sea en trabajo o con producto, sino que lo pagaban en oro. Esta forma de organización comercial es ajena al imperio Inca y se desarrolló a lo largo de toda la zona volcánica norte de los Andes septentrionales. Según lo estudiado por Frank Salomon, este comercio se podía dividir en cuatro complejos manera:
- El complejo del maíz: Comida popular local[20]
- El complejo de la cacería: Bienes suntuarios locales
- El complejo Yumbo: Bienes populares exóticos, el algodón
- El complejo Yumbo: Bienes populares exóticos, sal y ají

A esto se debía sumar la coca y objetos suntuarios como bienes exóticos que fueron encontrados en las tumbas de los caciques. También tuvieron contactos con los pueblos amazónicos a través de los mindalaes, de donde obtenían la yuca.

### Religión

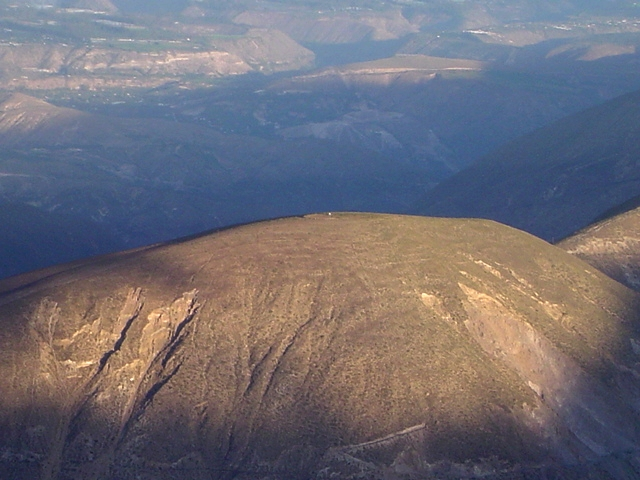
Cerro Catequilla en la línea ecuatorial

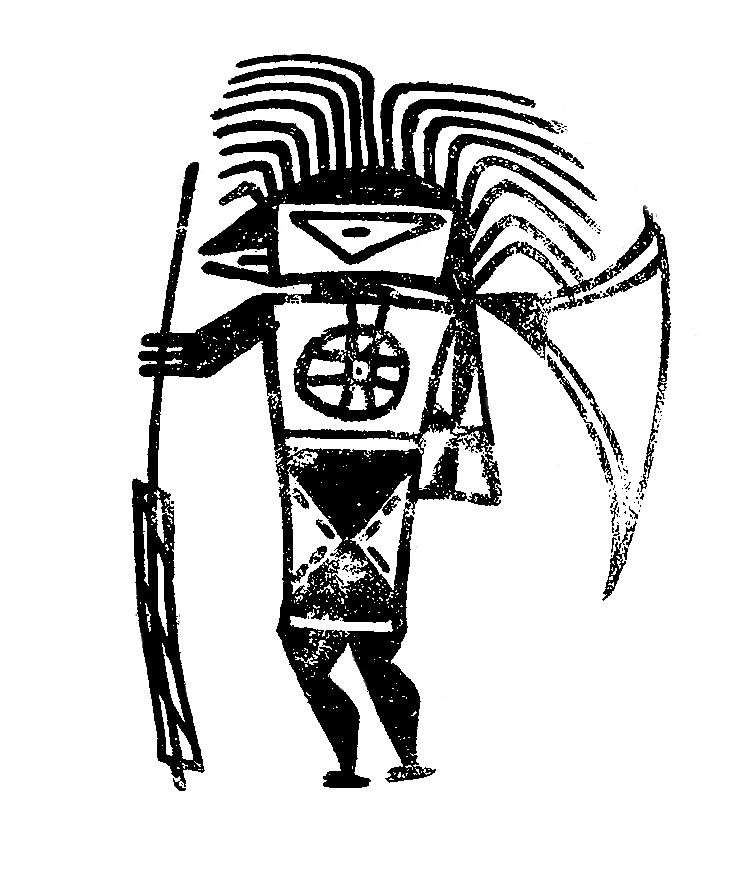
Catequil

Este lugar por ser estratégico en su geografía, debido a la cercanía del Guayllabamba, afluente del Esmeraldas, principal río del litoral en el norte, así como por la presencia de estas dos lagunas que eran consideradas sagradas por la presencia de aves, hicieron de este lugar un destino para el asentamiento de las comunidades. Caso similar fue el de Ambato, donde se emplazaba otro señorío panzaleo en el río homónimo que en lenguas barbacoanas significa Patata, o ranas. Caso similar es el de Latacunga, ciudad donde había otro señorío panzaleo y se ubicaba en el valle del río Patate. En concreto en el río Cutuchi, que hace referencia a un anfibio endémico de Sudamérica (Siphonops paulensis). Los anfibios simbolizaban la lluvia y eran parte importante del rito de Catequil. Lo propio ocurriría en Imbabura, cuya etimología en idioma caranqui nos dice que es el lugar de las preñadillas, importante pez pequeño que era no solo consumido sino también formaba parte del rito a Catequil. Por último en los valles cerca de la laguna de Colta cerca del poblado de Guano se encontraba anteriormente una laguna donde se decía vivía la serpiente legendaria llamada Pini, quien vomitaba agua, causando una catastrófica inundación. Similar mito era creído por los Cañaris y su cosmogonía que giraba alrededor de Kan y Ar, o sea la serpiente guacamaya en idioma cañari, que era adorada en la Laguna Culebrillas y el Cerro Puñay.  Todos estos animales, sumados a muchos otros, formaban parte central del rito del catequillado, que se realizaba en lagunas, manantiales y ríos. Fueron representado en cocinas de brujos de la cultura Milagro Quevedo, importante señorío que servía de intermediario entre las culturas andinas: Cañari, Puruhá, Quitu (Panzaleo), con los Manteños (Huancavilcas y Punáes incluidos). Estos últimos eran la comunicación con el resto de culturas mesoamericanas y australes, como los grandes navegantes marítimos. Existen siete toponimios con el nombre de Catequilla, cuatro de ellos en la sierra centro entre el Chimborazo y el Altar, uno junto al río Cutuchi y dos de ellos atravesados por la línea ecuatorial, el primero en territorio Quitu, cerca del río monjas, el segundo en el país Caranqui, cerca de Cayambe, en Guachalá. 
Además de la participación de la fauna de los andes septentrionales en los ritos tradicionales, era pues Quito un lugar donde se encontraban las aves, tan presentes en las simbología ornitomorfa de las cocinas de brujo de la cultura Milagro Quevedo, que simbolizaban "pozas de catequil". Con esta cultura se conectaban comercialmente a través de los mindalaes.
Esto se relacionaría con la etimología de la palabra quitu, que hasta ahora no ha sido definida y existen varias conjeturas. Se presentan algunas de ellas a continuación:
Quitsato: palabra de etimología chafiquí o tsafiki, lengua que hablaban los indígenas colorados o tsáchilas. Por esta razón es común encontrar la palabra también como Quichato, reemplazando la "ts" por "ch". Esta palabra a su vez se descomponería en quicha, que significa mitad y to mundo. Esto sin embargo no hace referencia a la línea equinoccial sino al centro de la comunidad. En las sociedades tradicionales la noción del centro era relativo a su mundo específico, es decir el territorio habitado y no al globo terráqueo en su totalidad. Adicionalmente, el asentamiento de Quito no fue realizado en la línea ecuatorial sino en las faldas del volcán Pichincha cerca de dos lagunas y el río Machángara. Con el crecimiento contemporáneo de la ciudad se ha incorporado San Antonio de Pichincha a la urbe pero en sus inicios estos eran territorios separados.
Quitulá: esta etimología en lenguas barbacoanas se basa en la palabra qui, que significaría centro y tula, que significa tola, o las pirámides truncas que eran construidas frecuentemente por los señoríos étnicos de Ecuador como sería la Cultura Tolita, la Cultura Milagro Quevedo, a quien Otto von Buchwald llamaría cultura de las Tolas, la Cultura Caranqui que es conocida por sus yacimientos arqueológicos de Cochasquí y Zuleta, entre otros. Esto implicaría que Quito era considerada la tola central o tola de la mitad, de ahí el significado de su nombre. Esta etimología busca resaltar las actividades astronómicas que se llevarían a cabo en Quito y la posible existencia de un templo dedicado al sol apa pajta en idioma quitu ubicado en el Panecillo y otro dedicado a la luna o quepe pajta en lo que actualmente es el Itchimbía. En la actualidad existen barrios en Quito que se llaman La Tola, o también Tola Alta y Tola Baja, que harían referencia a estas construcciones arqueológicas.
Otras etimologías buscan relacionar a Quito con un pueblo puesto que es común encontrar este nombre en lugares lejanos de la ciudad. De forma más notoria sería la fundación de Santiago de Quito, la primera ciudad con fundación española de Ecuador por Diego de Almagro, cerca de lo que hoy es la Laguna de Colta. Esta fundación se realizaría en un lugar completamente alejada del emplazamiento actual de Quito por lo que la idea de que esta palabra debe hacer referencia a una localidad en específico o incluso a flora o fauna específica del lugar quedaría descartada. Más bien Quito era la forma como se referían a las personas que vivían al norte y al Almagro fundar Santiago de Quito buscaba tener precedencia jurídica sobre Alvarado, conquistador de Centroamérica, quien quería continuar con las campañas en el territorio del actual Ecuador. Esto da evidencia de que quito era una forma de referirse más general a los habitantes de este territorio antes que a un lugar específico.
El paisaje antiguo de Quito estaba dominado por una gran cantidad de fauna y flora. En especial las nativas de los andes así como aves migratorias de otros ecosistemas que habitarían estos territorios de manera temporal. Las aves eran pues abundantes en la laguna de añaquito que se desplegaba hacia el norte de la ciudad y se sabía que existían peces nativos, como las preñadillas, así como patos, gallaretas, gaviotas, chirlillos, zambullidores y garzas. Por otro lado también habían aves migratorias, como gansos salvajes, que llegaban periódicamente a esos humedales, por lo que esta fauna formaba parte del día a día de los quitus. Era común además la caza de estos animales, lo que a su vez era considerado una actividad sagrada, por ejemplo el cronista Salazar de Villasante que menciona la "gran caza de venados, conejos" en el territorio actual de Quito. También destaca que "hay muchas perdices grandes como gallinas unas, y otras chicas. Hay muchas tórtolas y patos de agua y muchas garzas”. Estas aves después de la conquista serían reemplazadas en las ceremonias por gallos y gallinas, aves domesticadas que continuarían formando parte de los ritos y se realizarían sacrificios como el caso del gallo compadre, o también se llevarían a cabo peleas de gallos de manera continua. Sobre la laguna de Añaquito, diría el cronista que a ella “acuden tantos patos bravos y garzas, que cubren el agua y hay poca gente que los caza, que como hay tanto venado más se van a la caza grande”. Los venados eran consumidos y también existen restos arqueológicos de huesos de venado usados como instrumentos musicales. Este paisaje se repetía en otros sistemas lacustres como las lagunas de Imbabura debido a que en las zonas pantanosas, los peces, crustáceos, moluscos, insectos de agua atraen aves acuáticas, por esta razón se decía "donde hay lagunas o ríos o pantanos con agua, hay garzas".

Al igual que los caranquis, era común la adoración de las montañas. En el territorio de los panzaleo se encontraban importantes volcanes como fueran el Tungurahua, el Cotopaxi y el Pichincha, con los que se tenía cercanía por el lugar donde se emplazaban los señoríos. González Suárez refiere al culto que había al Cotopaxi, el "más majestuoso" a su juicio, mientras recordaba la conjetura del padre Velasco de que antes era más alto que el Chimborazo pero en una erupción había destruidos su tope. Además se sabía que las erupciones del Cotopaxi, a diferencia de las del Pichincha y Tungurahua causaban inundaciones por lo que era aún más temido. 

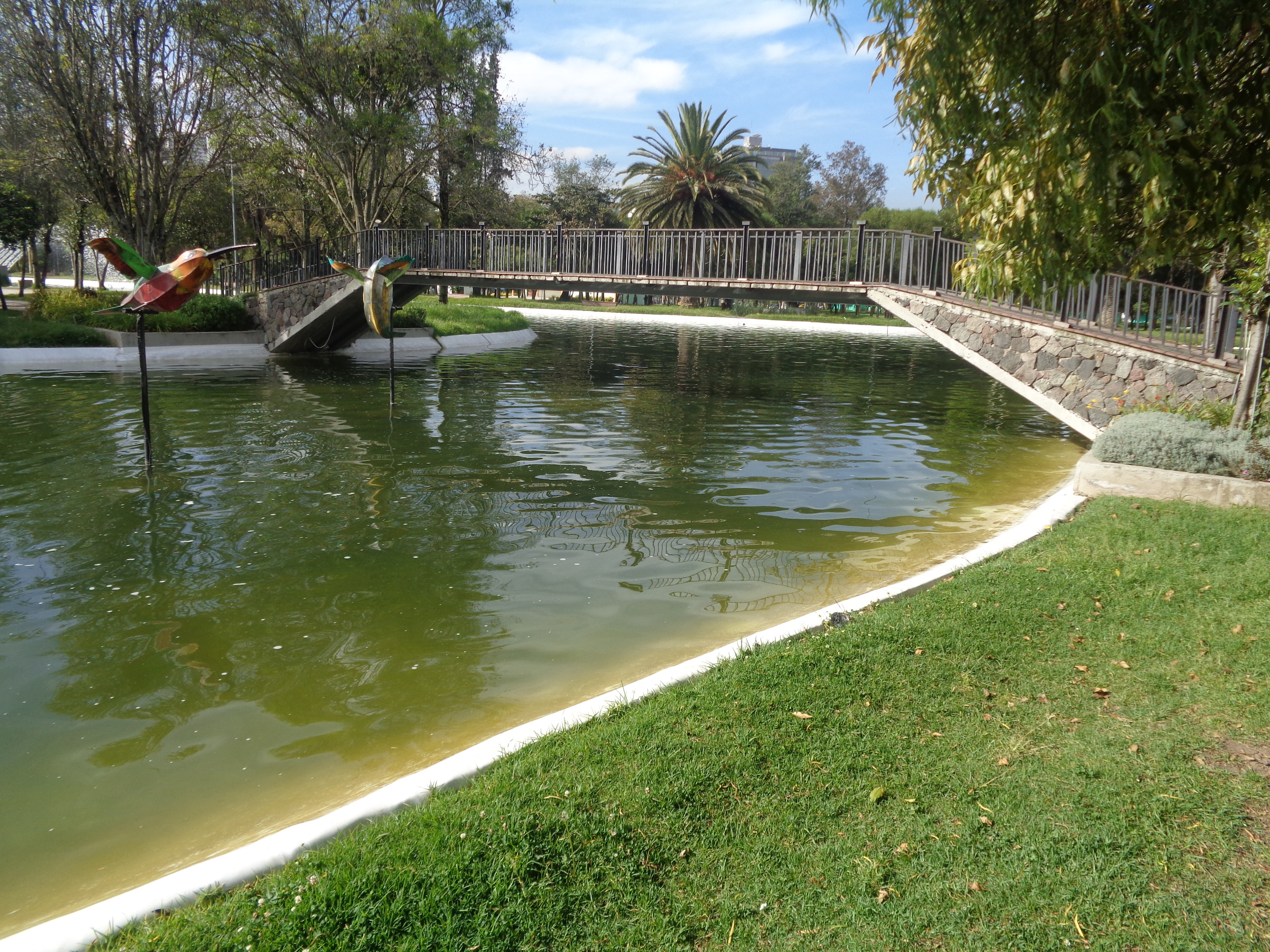
Laguna de La Carolina que recrea la Laguna de Añaquito
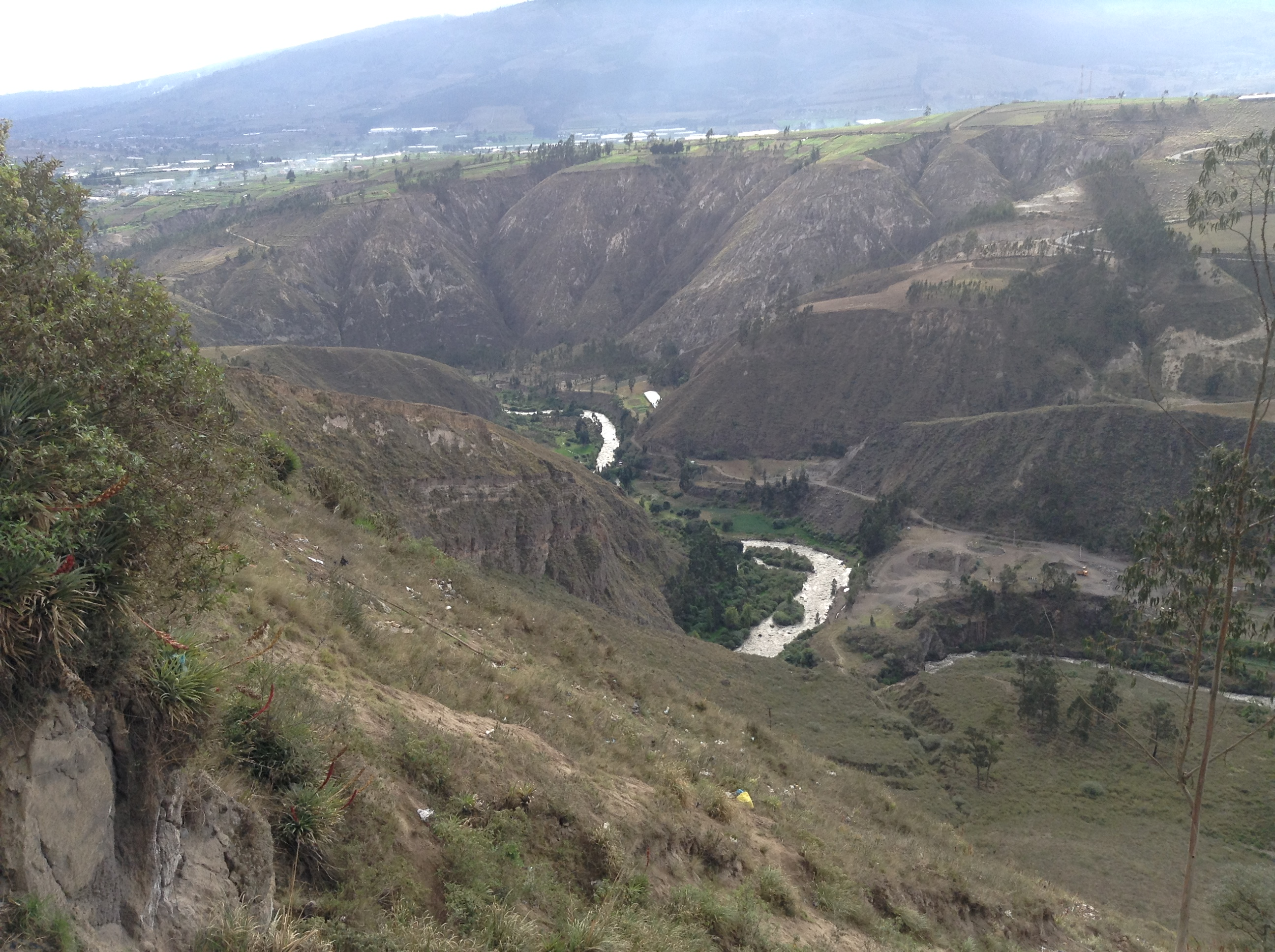
Cañón del Río Cutuchi
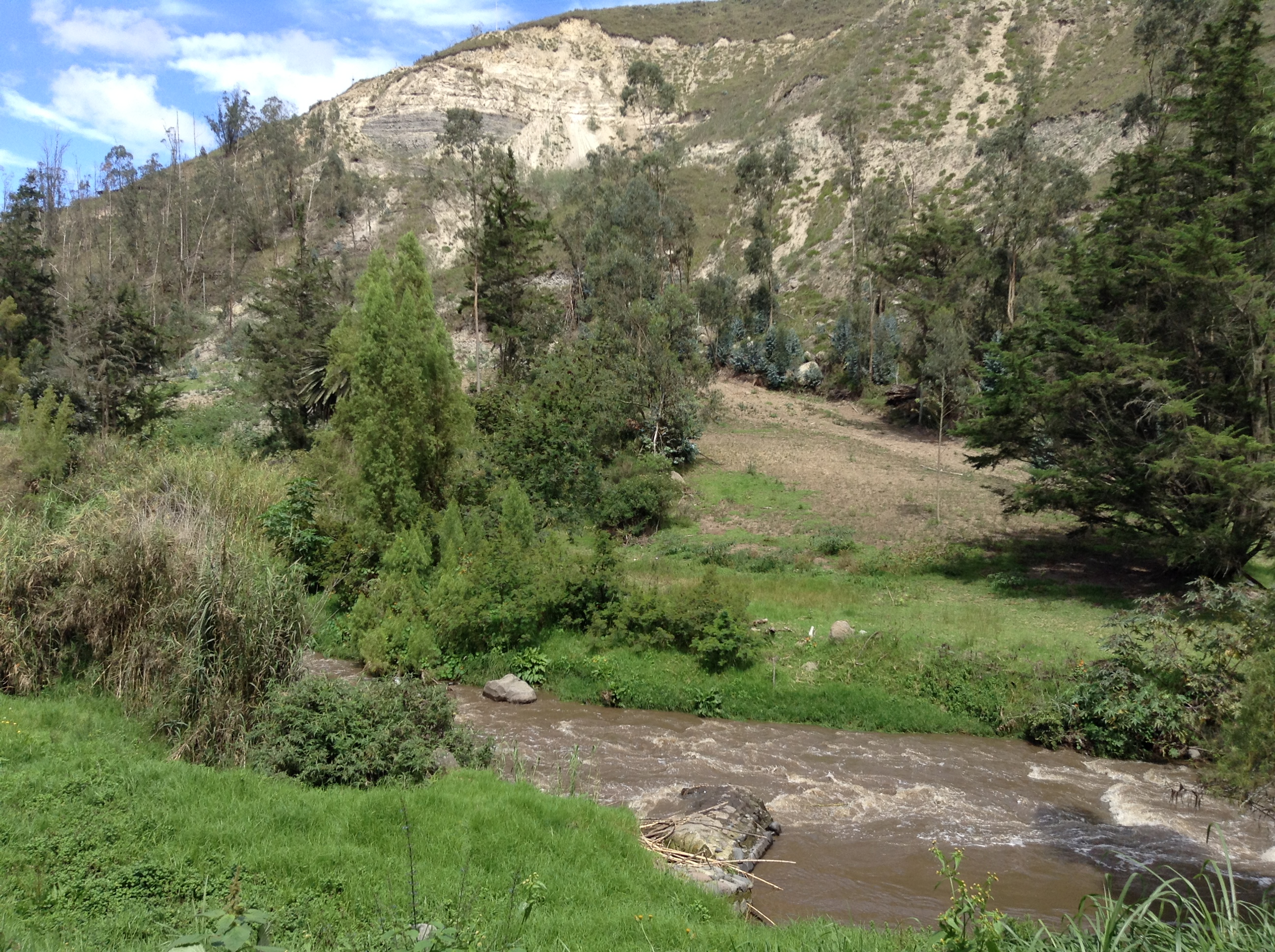
Río Ambato
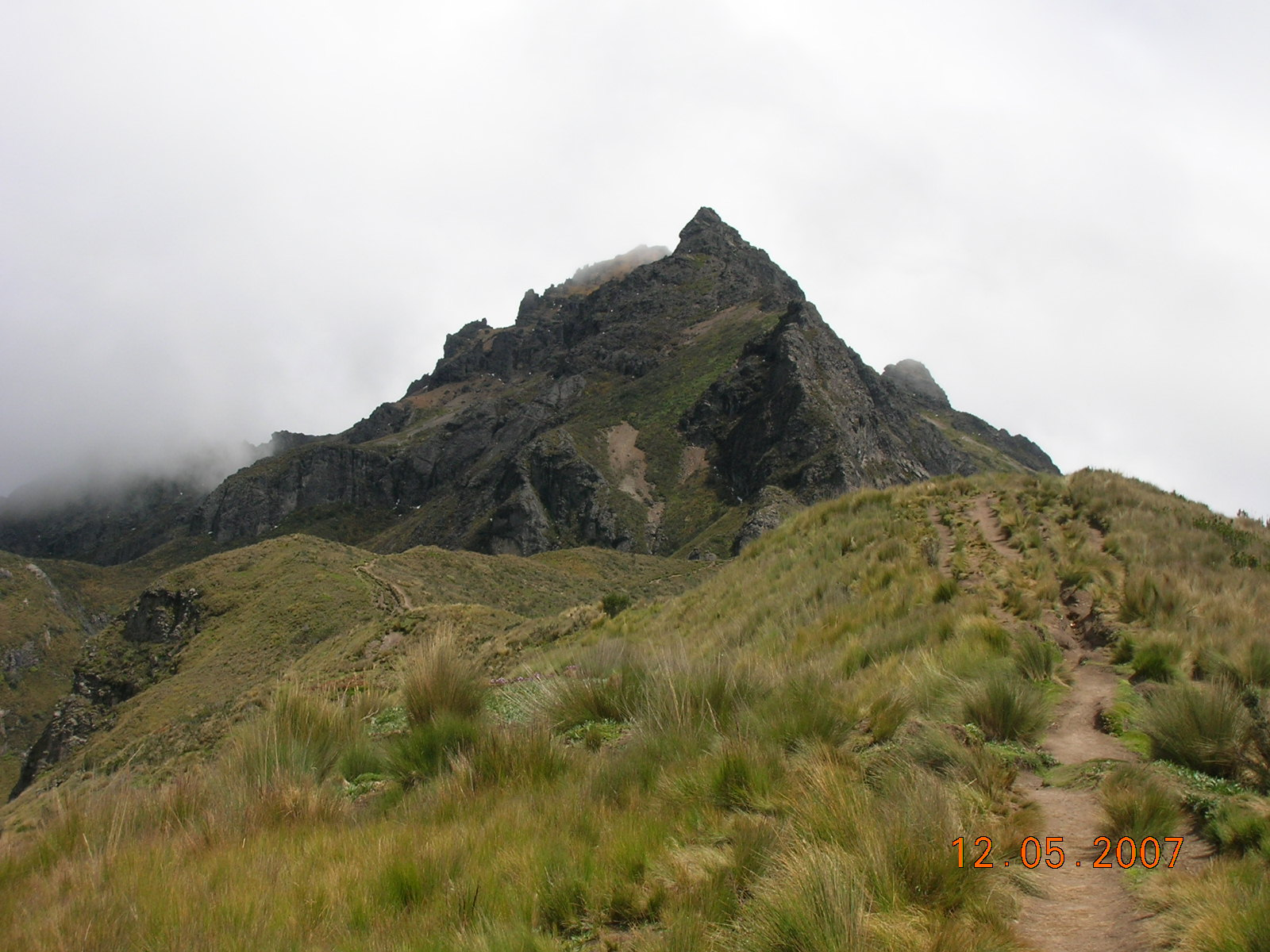
Volcán Pichincha
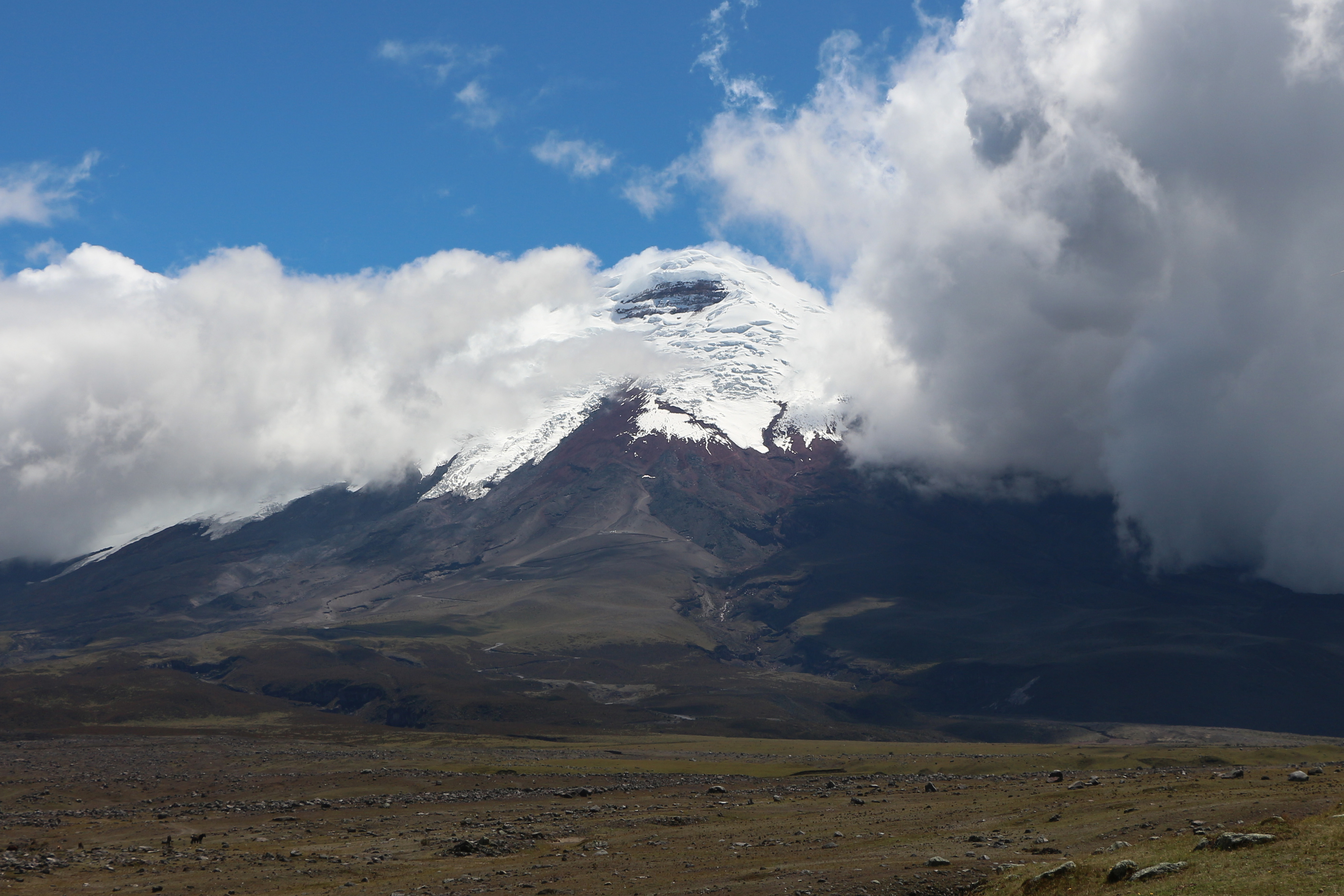
Volcán Cotopaxi
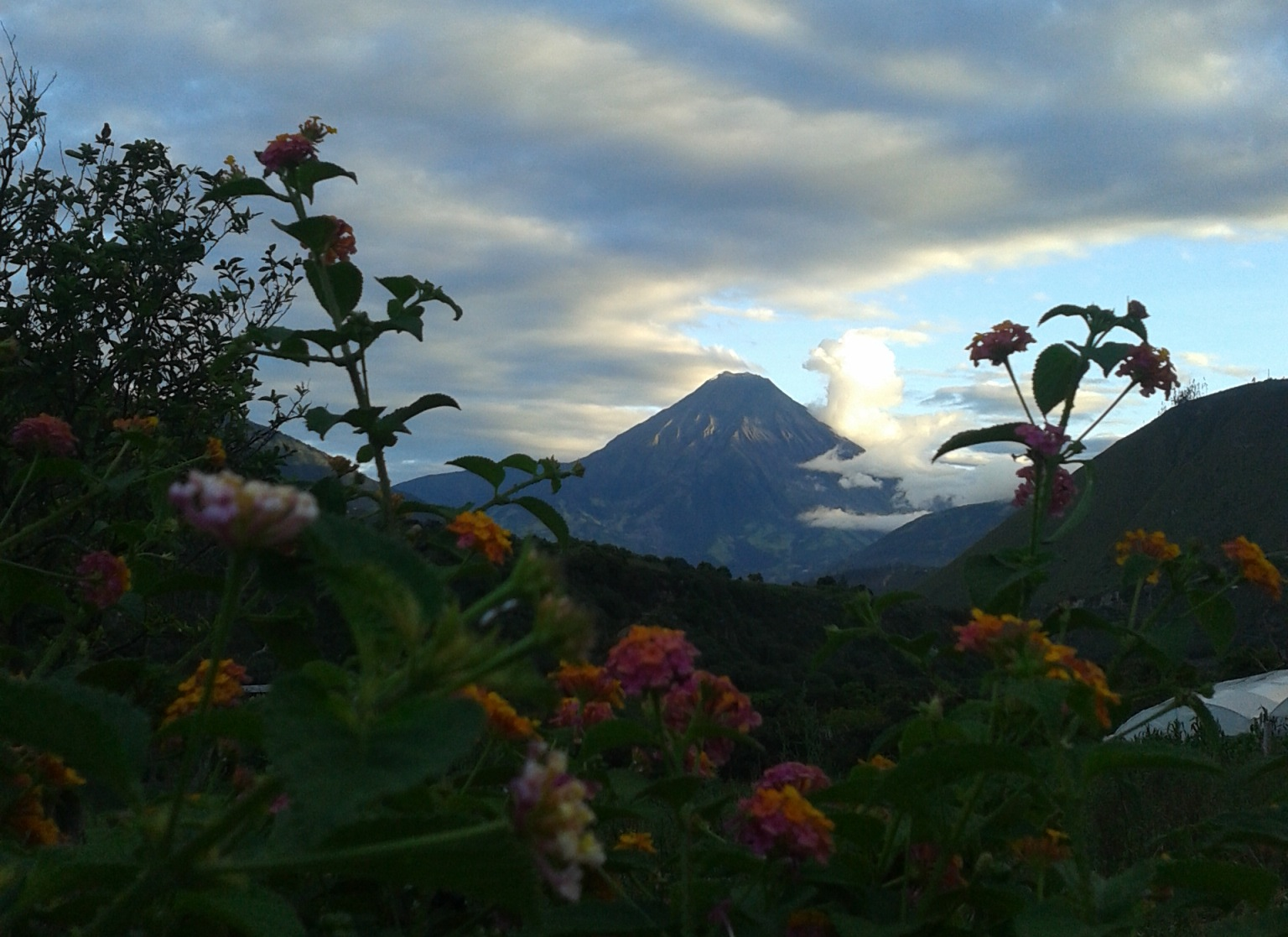
Volcán Tungurahua

### Entierros

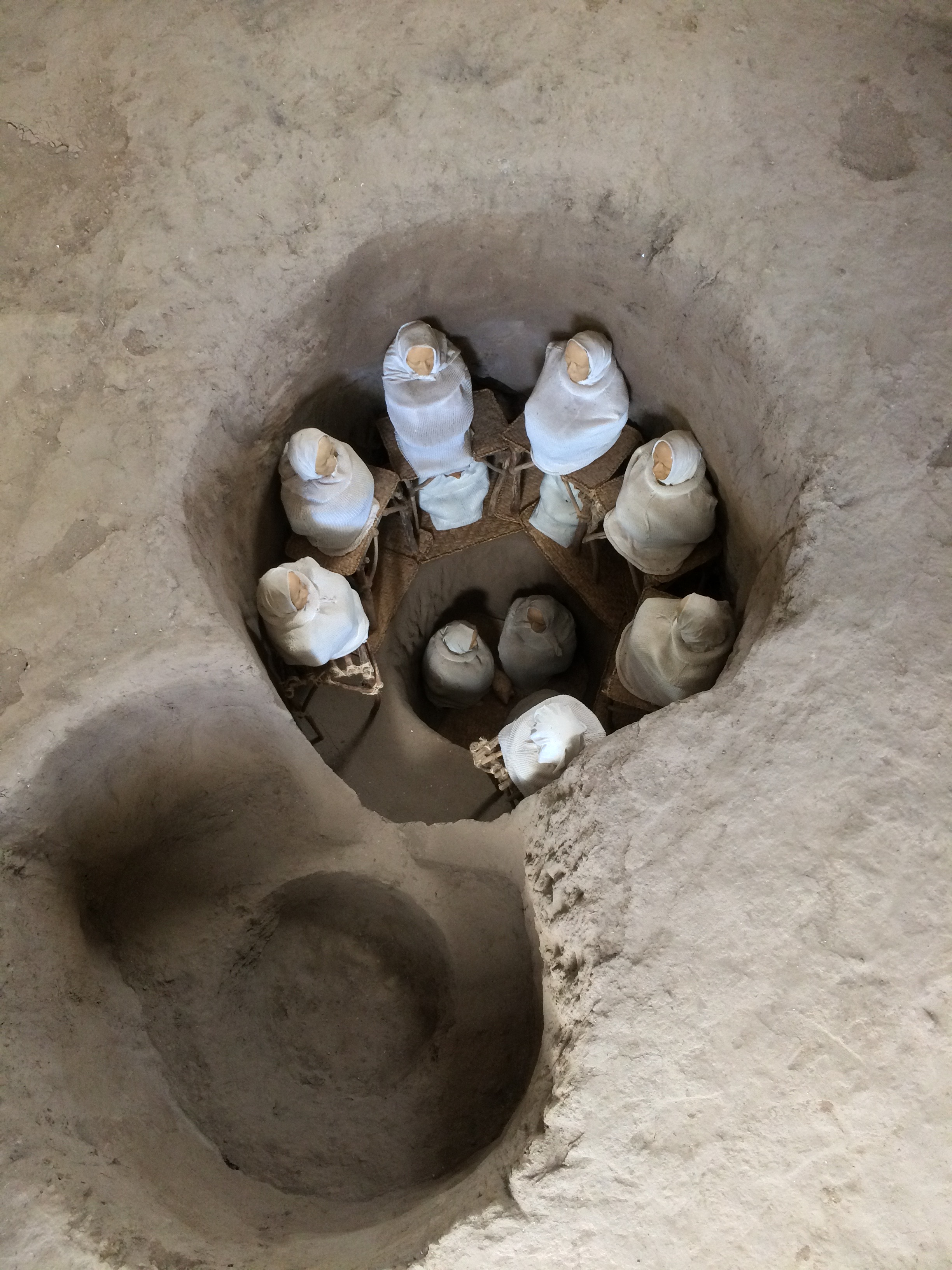
Recreación de entierro múltiple. Museo de sitio La Florida

Se han encontrado entierros en todo el territorio que habitaban los panzaleos, que va desde el sur del río Guayllabamba hasta el valle del río Ambato, en la provincia de Tungurahua. Sin embargo el más reconocido pertenece al señorío de los quitus, y se emplazó al norte de la laguna de Añaquito, en lo que hoy es el barrio conocido como La Florida. Ahí se hizo una recreación para convertir el yacimiento en un museo de sitio, donde además se consolidó los restos encontrados de los panzaleo que habitaron esta llanura. Dentro de lo que más destaca son los dioramas de concha spondylus, que refleja un profundo comercio que existía. Se conoce que el cacique de salango que controlaba la isla homónima era parte de la cultura manteña y comerciaba esta concha. La cultura milagro quevedo a su vez servía de intermediaria y este molusco llegaba finalmente a los andes donde era usada tanto como moneda como joya.

## Historia
Se desconoce el origen mitológico de los pueblos panzaleos al momento. Se sabe sin embargo a través de la arqueología que los primeros pueblos fueron los Protopanzaleo I, seguidos de los Protopanzaleo II. El desarrollo de esta sociedad estuvo atado a su ubicación geográfica. Cuando se emplazaban entre las provincias de Tungurahua y Cotopaxi, se encontraban aislados de los principales ríos del litoral: el Esmeraldas a través del Guayllabamba y el Guayas a través del Chimbo. Ambos ríos serían controlados por los Caranquis y Puruhá, con quien tendrían relaciones comerciales. Se desarrollarían hacia el norte hasta llegar a lo que en la actualidad es la ciudad de Quito, donde se relacionarían con los caranquis. 

### Los Quitus y los señoríos Caranquis y Puruhás
Hasta ahora no se conoce los detalles de su relación y se conjetura que hubo una conquista desde los caranquis hacia los Quitus, por las ruinas arqueológicas que presentan los caranquis y por la mayor resistencia que existió contra los Incas, que deriva en una supuesta superioridad en desarrollo militar. Sin embargo, esto no necesariamente es el caso. Lo que si se conoce es que el río Guayllabamba sirvió de límite entre ambas culturas y a través de los mindalaes, los distintos señoríos panzaleo lograrían un importante desarrollo enclavados en su lugar inicial en el valle del río Patate. Este río tendría a su vez su origen en el Cotopaxi, de ahí la importancia de este Volcán para los panzaleo, y desembocaría en el río Chambo, al otro extremo del río Chimbo (que en quichua significa al otro lado) y desembocaría en el Pastaza, principal afluente del Amazonas. Aquí desarrollarían su intercambio, la metalurgia, la cerámica y sus viviendas, a la usanza de los demás señoríos étnicos de los andes con el uso de cangagua para las paredes. El culto a catequil les vincularía con los puruhá en el sur y los caranqui en el norte, y sería la fuente de la sacralidad de sus ríos y lagos. Comerciarían intensamente con la cultura Milagro Quevedo, en especial por los yacimientos que muestran abundancia de conchas spondylus que muestran la afluencia de los quitus, y la jerarquía de sus caciques. Además la elaboración de sus cerámicas es mayor que la de los caranquis que era por lo demás llano y poco trabajado. A esta unión y dependencia económica, sumada a la unión religiosa, hacía que estos señoríos se encuentren muy vinculados entre sí, lo que sería vital a la hora de formar alianzas militares. La más recordada, por los registros de cronistas y arqueología es la unión militar entre los Quitus y los Caranquis para pelear contra los Incas. Se conjetura que fruto de estas alianzas y la resistencia contra los incas, surgiría la figura de Paccha Duchicela, princesa Puruhá y Quitu y posible madre de Atahualpa, según fuentes de varios cronistas.

### Quito en el Imperio Incaico
Los incas después de haber conquistado a los Cañaris buscaron anexar a los Quitus quienes mostrarían resistencia contra Tupac Yupanqui, pero serían sometidos por su hijo Huayna Capac, después de la caída de los Puruhá en el sur. La incaización de los quitus y la quechiuzación de su lengua ha sido estudiada arqueológicamente a través del análisis de las cerámicas, el cambio de los patrones y se ha llegado a la conclusión de que este proceso fue uniforme y al mismo ritmo que el resto de señoríos étnicos. Es decir hay un patrón de disminución del nivel de incaízación a medida que se sube por la cordillera de los Andes en Ecuador. Los Cañaris y Paltas tuvieron un nivel más alto de asimilación, a esto le seguirían los Puruhá y por último estarían los Quitus junto a los Caranquis. Sobre el antiguo asentamiento panzaleo y la construcción de los templos a Catequilla, se daría un nuevo asentamiento incaico y un sincretismo religioso. El señorío de Quito vería una nueva fundación inca, con uso de materiales nuevos en especial la piedra. La presencia de las llamas se intensificaría, y se construirían canchas. Se conjetura que donde está el convento de San Francisco sería la Cancha de Huayna Capac y donde estaría la Plaza Grande la Cancha de Atahualpa, sin embargo esto no ha sido probado arqueológicamente. No obstante la sobreabundancia de iglesias en el centro histórico de Quito es un hecho atípico que demanda explicación (ya que no es frecuente en otras ciudades coloniales) y que la más probable es que estos templos católicos se emplazaron sobre antiguos templos incaicos que a su vez sincretizaron templos quitus dentro del proceso de asimilación de las dos conquistas. Las marcadas diferencias entre la arquitectura de Quitu y Cusco, como la ausencia de la piedra incaica en Quito, con la abundancia que se ve en Cusco o en Ingapirca, da a entender que el desarrollo arquitectónico o los materiales utilizados fueron distintos. Además la ausencia de un complejo como Coricancha es evidencia de que el culto religioso fue distinto y debió haber habido un sincretismo con un culto local. Sobre la forma de la ciudad, a pesar de que sin fundamento se ha conjeturado que Quito tiene forma de puma al igual que Cusco, existe evidencia cultural y religiosa de que tal vez tenía forma de ave, en este caso del ave de Quito, abundante en sus lagos y sagrada para las religiones locales. A todo esto sin embargo, se suma el hecho de que Rumiñahui durante la conquista española quemaría la ciudad mientras peleaba con Belalcázar.

### Quito en el Imperio Español
Para entender la conquista de Belalcázar se debe tomar en cuenta el importante rol que tuvieron los Quitus en la guerra civil incaica al formar alianza con Atahualpa. Sobre el natalicio del último inca existe debate, sin embargo, se conoce que el ejército, sus concubinas y muchas propiedades se encontraban en territorio Quitu. Un general Quitu, Rumiñahui, sería precisamente quien le sería fiel durante la guerra civil al punto de ser considerado como traidor por Guaman Poma de Ayala. A esto se suma que cuando Pizarro funda Cuzco, lo haría como la "fundación de Cuzco para liberación de los Quitus". Esto se debe a la violencia de la Guerra Civil y a que Atahualpa mandaría a matar a todos los familiares, esposas e hijos de Huascar, para garantizar su victoria. Esta violencia también la dirigiría a los Cañaris y Chachapoyas, que después se aliarían con los españoles. Cuando Atahualpa caería, serían malas noticias para los Quitus y sus señoríos aliados, los Puruhá y Caranquis. Empezaría la persecución del ejército atahualpista por parte de Belalcázar y los Cañaris. En medio de este contexto, se cree que Rumiñahui escondería el cuerpo de Atahualpa y el paradero, se conjetura, estaría en Malqui Machay. Sin embargo las investigaciones aún no han sido concluidas. La conquista de Belalcázar se daría en el contexto de varias fundaciones de ciudades como Guayaquil, Ambato, Pasto, Cali y Neiva. La ciudad de Quito sería fundada bajo las leyes de indias en el medio de todo este proceso, el 6 de diciembre de 1534. Se conoce que el hijo de Atahualpa, Francisco de Atahualpa nacería en Quito y crecería ahí. Sería un importante colaboracionista con los españoles para someter a los indígenas que se rebelaban contra España y tendría educación nobiliaria de la mano de Fray Jodoco Ricke, de origen nobiliario igualmente. Una de las pallas (esposa) de Atahualpa tendría un hijo con un conquistador que se llamaría Diego Lobato de Sosa Yarucpalla y se convertiría en el primer maestro de capilla de la Real Audiencia de Quito, y posible primer cronista de la ciudad. Las propiedades de Atahualpa se pueden rastrear toponímicamente a los poblados de Auqui, en los valles de Quito, cerca de Cumbayá y Lumbisí.